# Jóns saga helga
Jóns saga helga es una de las sagas de los obispos que trata sobre la vida del primer obispo de Hólar, Jón Ögmundsson (1106–23). La saga está escrita en latín y es obra de Gunnlaugr Leifsson, un monje del monasterio de Þingeyrar, pero sobreviven sólo tres versiones islandesas, llamadas "S", "L" y "H" (o "A", "B" y "C"). La saga tiene inequívocas influencias de otras vidas medievales sobre santos y sigue el modelo de la Þorláks sögur helga, ampliada a detalles sobre su vida y logros episcopales como la escuela sacerdotal de Hólar, que tuvo una actividad literaria intensa en el
norte de Islandia. En 1200 Jón fue declarado oficialmente como un santo digno de veneración, justificado con varias historias de milagros que ofrecen una visión viva y entretenida de la vida en la diócesis durante el siglo XIII.